# 福岡県道796号吹春本分線
福岡県道796号吹春本分線（ふくおかけんどう796ごう ふけばるほんぶんせん）は、福岡県八女市を通る一般県道である。

## 概要
八女市立花町下辺春から八女市黒木町本分に至る。

### 路線データ
- 起点：福岡県八女市立花町下辺春（吹春交差点、国道3号交点）
- 終点：福岡県八女市黒木町本分（本分交差点、国道442号交点）
- 総延長：8.8 km

## 地理

### 通過する自治体
- 八女市

### 交差する道路
| 交差する道路                                               | 交差する場所 | 交差する場所      |
| ---------------------------------------------------------- | ------------ | ----------------- |
| 国道3号 国道325号 重複                                     | 立花町下辺春 | 吹春交差点 / 起点 |
| 国道442号 福岡県道・大分県道・熊本県道115号八女小国線 重複 | 黒木町本分   | 本分交差点 / 終点 |

### 沿線
- 八女市立黒木西小学校